# 線文字A
線文字A（せんもじA、Linear A）は、およそ紀元前18世紀から紀元前15世紀ごろまでクレタ島で用いられていた文字。線文字Bと同様に、左から右に書かれ、音節文字と「表意文字」と呼ばれる記号を含む。線文字Bと共通する文字も多いが、未解読である。  

## 概要
線文字Aの資料は線文字Bと異なり、クレタ島のミノア文化地帯全体に広がっている。ファイストスに近いアヤ・トリアダで発見された約150枚の粘土板が最多であるが、ほかにハニアや周辺の島などでも発見されている。音節文字は60のうち50ほどが、表意文字は60のうち40ほどが線文字Bと共通するという。ほかに線文字Bと異なって多数の合字があり、また分数を表す文字が存在する。ゴダールとオリヴィエの文字一覧には単純文字（音節文字・表意文字）として178字、合字164字、分数文字47字を載せている。
線文字Bと同様、大部分は財産管理のための目録を記した粘土板であるが、いくつかは石や金属に刻まれており、これらは表意文字を含まない。

## 研究史
イギリスの考古学者アーサー・エヴァンズは1900年にクノッソスの発掘を行い、3種類の文字で書かれた粘土板を発見した。エヴァンズはそれぞれを聖刻文字、線文字A、線文字Bと命名した。文字が刻まれた粘土板自体の品質が悪く、数も少ないこと、文章の体裁に一定の法則が成り立っていないことなどから、現在までのところ線文字Aの解読には至っていない。
線文字Bが1950年代に解読された後、線文字Bの音価を線文字Aにあてはめて読む試みが行われた。サイラス・ゴードンによる研究が有名であり、ゴードンはこの方法で北西セム語で解釈できる単語を発見したと考えた。また、パーマーのようにアナトリア語派のルウィ語に近いと考える学者もいる。しかし、一般に認められた解読はまだ存在しない。

## Unicode
2014年のUnicode 7.0で線文字Aが追加多言語面に追加された。

## ギャラリー

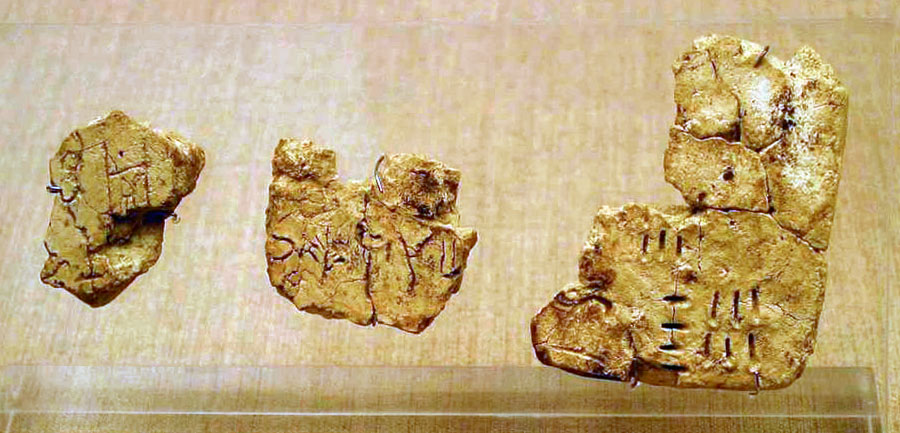
線文字Aが記された粘土板 （サントリーニ島で発見）
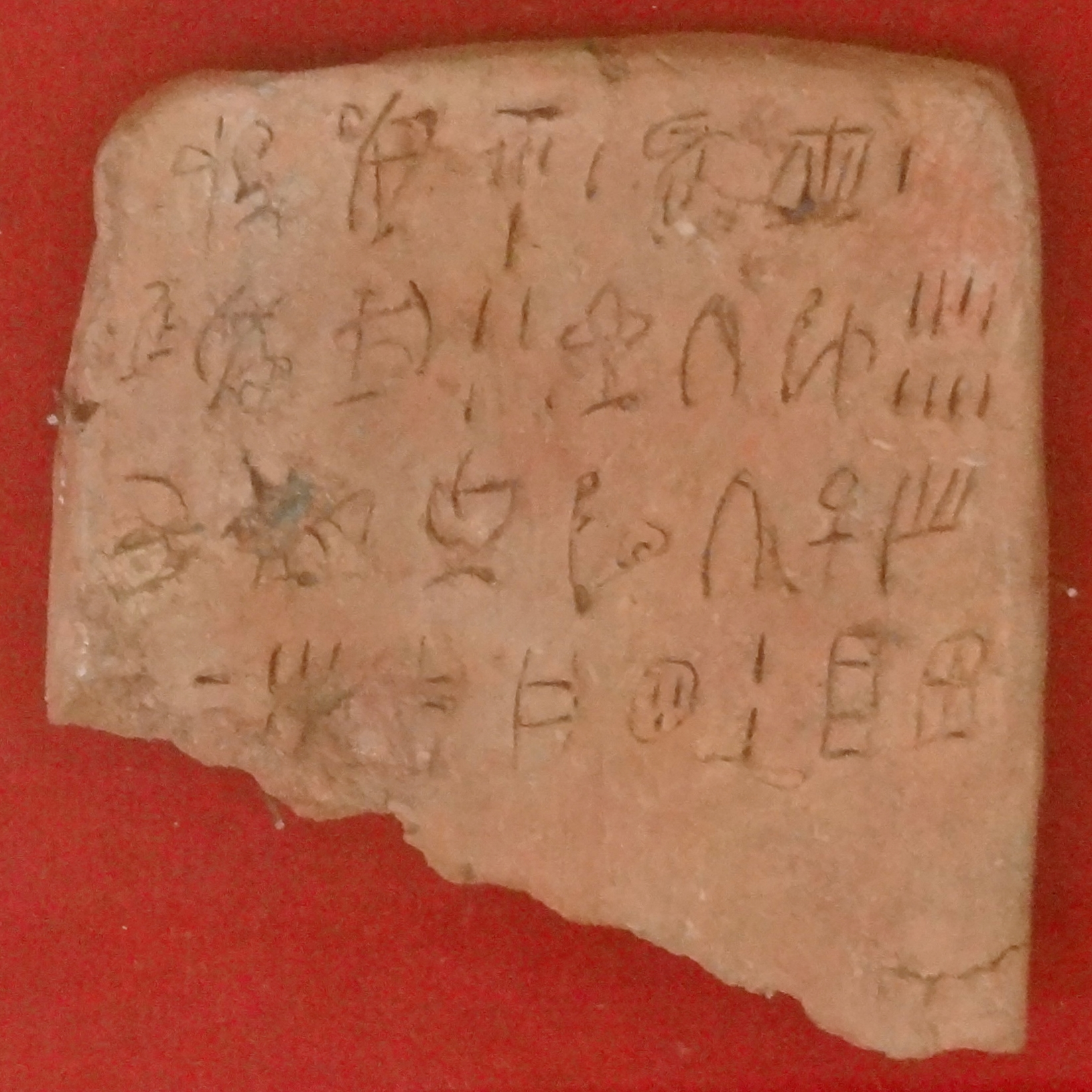
ザクロス（英語版）出土の線文字A粘土板